# Andreas Berger (athlète)
Pour les articles homonymes, voir Andreas Berger.
Andreas Berger (né le 9 juin 1961 à Gmunden) est un athlète autrichien spécialiste du sprint court. Affilié à l'USV BV Quattro, il mesure 1,74 m pour 78 kg.

## Biographie
En 1993, Andreas Berger ainsi que trois autres athlètes autrichiens, sont contrôlés positifs aux anabolisants.

### Palmarès
| Date | Compétition                    | Lieu      | Résultat | Épreuve    | Performance |
| ---- | ------------------------------ | --------- | -------- | ---------- | ----------- |
| 1988 | Championnats d'Europe en salle | Budapest  | 4e       | 200 mètres | 20 s 85     |
| 1989 | Championnats d'Europe en salle | La Haye   | 1er      | 60 mètres  | 6 s 56      |
| 1992 | Jeux olympiques d'été          | Barcelone | 7e       | 4 x 100 m  | 39 s 30     |

### Records
| Épreuve              | Performance | Lieu           | Date                            |
| -------------------- | ----------- | -------------- | ------------------------------- |
| 100 mètres           | 10 s 15     | Linz           | 15 août 1988                    |
| 200 mètres           | 20 s 52     | Munich         | 6 juin 1987                     |
| 60 mètres (en salle) | 6 s 56      | Vienne La Haye | 27 février 1988 18 février 1989 |